# Zanomys
Zanomys is een geslacht van spinnen uit de  familie van de Macrobunidae. 

## Soorten
- Zanomys aquilonia Leech, 1972
- Zanomys californica (Banks, 1904)
- Zanomys feminina Leech, 1972
- Zanomys hesperia Leech, 1972
- Zanomys kaiba Chamberlin, 1948
- Zanomys ochra Leech, 1972
- Zanomys sagittaria Leech, 1972
- Zanomys ultima Leech, 1972